# 赤西仁
赤西 仁（あかにし じん、1984年〈昭和59年〉7月4日 - ）は、日本の男性シンガーソングライター、俳優。自主レーベルGo Good Records所属。身長176cm
男性アイドルグループ・KAT-TUNの元メンバー。2014年2月にジャニーズ事務所を退社しソロ活動を開始。2019年12月6日から錦戸亮と共に「N/A」名義でも活動している。

## 来歴

### KAT-TUNとしての赤西仁
1998年11月8日、ジャニーズ事務所のオーディションを受ける。結果は不合格だったが、付けていた名札を返した相手が偶然ジャニー喜多川社長で、その名札の番号がNo.1だったため、「YOUも残っちゃいなよ。」と言われ合格した（本人談）。ジャニーズのオーディションを受けた理由は、テレビ番組で錦戸亮が歌う姿を見て、同じような事がしたいと思ったから。2000年にはジャニーズJr.内ユニット・B.A.D.に参加。2001年に堂本光一の専属バックダンサーとして結成されたKAT-TUNのメンバーに選ばれる。
2005年1月からKAT-TUNメンバー亀梨和也とともに出演したテレビドラマ『ごくせん』第2シリーズでブレイク。2006年3月22日、KAT-TUNメンバーとしてシングル『Real Face』でCDデビュー。10月12日に語学留学を理由に芸能活動を無期限休業するも、2007年4月19日にロサンゼルスから帰国、翌20日の帰国記者会見で芸能活動復帰を発表。10月、日本テレビ系連続ドラマ『有閑倶楽部』で連続ドラマ初主演。2008年7月、映画『スピード・レーサー』の日本語吹替版の声優を務める。
2010年1月公開の『BANDAGE バンデイジ』で映画初出演&初主演。劇場公開に先駆け、『BANDAGE』の劇中バンドであるLANDSのボーカリストとして発売したシングル『BANDAGE』とアルバム『Olympos』がそれぞれオリコンチャート初登場1位を記録した。2月7日 - 28日、日生劇場でソロライブ「Star Live 友&仁（You&Jin）」を公演。6月19日・20日にロサンゼルスで同ライブを行い、アメリカに10月まで滞在。KAT-TUNのライブツアーには不参加で、当時はその後KAT-TUNとしての活動予定も未定であり、ジャニーズ事務所は当時点での脱退や解散は否定した。
2010年7月16日、正式にKAT-TUNを脱退する方針が、同日のKAT-TUNの東京ドームでのライブ開始前にジャニー喜多川から発表された。実際の脱退は秋の全米ツアーの結果を見て最終判断をするとした。7月20日、公式携帯サイトのKAT-TUN'S MANUALにてソロ活動を発表。理由として人間関係のもつれではなく、方向性の違いと答えている。7月22日、ジャニー喜多川から赤西仁への言及が報道される。秋以降の最終判断を待たずにソロ活動について正式発表したことについては「なるべく早い方がいいと考えてのこと」と説明。ソロデビュー正式発表後はKAT-TUNの所属しているジェイ・ストーム（プライベートレーベルのJ-One Recordsレーベル）から別の国内レコード会社へ移籍する見通しが持たれていた。8月31日、KAT-TUN公式サイトのプロフィールから赤西の名前が消え、赤西単体の公式サイトが開設される。

### ソロ活動
2010年11月7日からシカゴ、サンフランシスコ、ヒューストン、ロサンゼルス、ニューヨーク5都市を巡るツアー『Yellow Gold Tour 3010』を開催、合計1万5000人を動員した。12月9日、ワーナー・ミュージック・グループと契約し、2011年春に全米デビューすることを発表。
2011年1月14日から日本凱旋公演『Yellow Gold Tour 3011』を開催。また凱旋公演の途中に、今夏にジェイソン・デルーロとコラボし、全米デビューシングルを発売することが発表された。　　
3月2日、「Eternal」でソロデビュー、発売初週で21万7000枚を売り上げ、オリコンチャート初登場1位を獲得した。また、キアヌ・リーブス主演映画『47RONIN』のオーディションに合格、2012年12月でハリウッドデビューすることが決まった。
2011年3月30日、突如当時ジャニーズ事務所所属タレントとしては異例のツイッターアカウントを開設。当初はアメリカでのプロモーションの一環であった。全米デビューまで更新はあったもののその後退社まで更新は一切なかった。
11月8日、全米デビューシングル「TEST DRIVE featuring JASON DERULO」がiTunes Storeダンスチャート1位を獲得した。また12月7日には、同曲を収録した日本盤ミニアルバムを発売。
12月28日、日本での2作目のシングル「Seasons」を発売。
2012年3月7日、ファーストアルバム『JAPONICANA』を日米同時発売。その一方で、黒木メイサとの結婚が事後報告となったペナルティとして、全国ツアーの中止と主演に内定していたドラマ｢GTO｣の降板という処分を受けたと報じられている。
2013年6月23日、新曲「HEY WHAT'S UP?」の発売をワーナーミュージック・ジャパンとジャニーズ事務所が発表、1年半ぶりの芸能活動再開が明らかになった。2013年10月2日、日本での３作目のシングル「アイナルホウエ」を発売。

### ジャニーズ事務所退社後
2014年2月28日、ジャニーズ事務所と赤西との間で、契約満了と再契約は行わないことで合意。同日付でジャニーズ事務所を退社したことが、翌日の3月1日に同事務所の側から明らかにされた。退社に至る経緯は公表されていないが、複数の報道において、活動の方向性をめぐる食い違いが要因として指摘されている。退社後も歌手の活動を続けるという。
赤西が所属するワーナーミュージック・ジャパンは、2014年4月2日に発売するライブ・ビデオ以外に新作発表の予定はなく、今後の契約についても未定とした。
退社が報じられた2014年3月2日、赤西自身もFacebookおよびTwitterで退社を報告した。この報告で、子ども時代から夢見てきた海外での活動に、さらに注力したいとの意思を表明した。
2014年7月4日（自身の30歳の誕生日）に公式サイトを開設し、再始動開始を報告した。また同日にファンクラブ「JIP's」も発足した。
2015年、中国の北京市で開催された授賞式『愛奇芸尖叫之夜』で、「アジア人気アーティスト賞」と「年度音楽大賞」の2つの賞を日本人として初めて受賞。
2016年9月21日、山田孝之とユニット「JINTAKA」（ジンタカ）を結成し、シングル「Choo Choo SHITAIN」でCDデビュー。
2017年、10月27日赤西主宰の自主レーベル（Go Good Records）が、Universal Music Japanとの業務提携を発表した。
2018年、サンリオの人気キャラクターぐでたまとコラボを発表。2019年 、コラボカフェをオープン。
2019年3月4日、「変形性腰椎症」と診断されたため、4月6日から予定していた全国ツアー「JIN AKANISHI "THANK YOU" TOUR 2019」の公演内容を変更することを発表した。代替公演として、独立からの5年間を追ったドキュメンタリー映画『JIN AKANISHI 5th Anniversary Our Years Film』の上映会が行われる。
2019年12月6日、錦戸亮との新ユニットN/Aとしての活動を2020年から行うことが発表された。
2020年2月23日、新型コロナウイルス感染拡大の影響を受け、3月11日・12日にLINE CUBE SHIBUYA(渋谷公会堂)にて開催予定だった「JIN AKANISHI LIVE “Rehabilitation”IN TOKYO 2020 YEN」全5公演の開催自粛を発表。
2020年4月22日、キャリア初となるベストアルバム「OUR BEST」を発売し、5/4付のオリコン週間アルバムランキングで通算2作目となる首位を獲得。
2021年10月14日からは、自身初の冠番組『JIN ＆ JULES Powered by NO GOOD TV』をHuluで配信される。
2022年、前述の通り、2018年のJindependence Tour以来ライブをやってこなかったが、12月に東京ガーデンシアターにてJIN AKANISHI Christmas Live 2022を開催。
そしてライブ終了後翌、2023年7月1日にJin Akanishi 10th Anniversary Liveが代々木国立第一体育館にて開催される事が発表された。
2023年7月1日、2日、Jin Akanishi 10th Anniversary Liveを代々木国立第一体育館にて開催、最終日の公演にて5年ぶりとなる全国ツアー、JIN AKANISHI FANCLUB TOUR 2023 YELLOW NOTEの開催を発表。
2023年8月、9月JIN AKANISHI FANCLUB TOUR 2023 YELLOW NOTEを、豊洲PIT、Zepp Fukuoka、Nagoya、Osaka Bayside、ファイナルをDiver city(TOKYO)にて開催。
2023年10月20日、四年半ぶりのアルバム発売を発表、タイトルはツアータイトルとしても使われたYELLOW NOTEとなり、特別仕様LIVE盤には昨年12月23日に東京ガーデンシアターにて開催した『JIN AKANISHI Christmas Live 2022』の映像を収録。初回限定盤には本作のリード曲『Can I』のMV、2021年にZAIKOにて配信された『JIN AKANISHI ONLINE LIVE 2021 “OUR HOUR”』の映像、活動メイキング映像を収録し、通常盤にはクリスマスライブの音源を収録、計三形態にて12月20日に発売すると発表。
2023年11月8日、前述のアルバムの発売日が変更、12月27日発売となる。
11月15日、アルバム発売記念ローソン&HMVコラボキャンペーンの開催を発表、追加特典として印字サイン＆メッセージ入りフォトカードがLoppi&HMV限定で各形態三種類発表、そしてHMVで発行しているフリーペーパー『the music & movie master』赤西仁Special issue版がHMVにてニューアルバムもしくは関連グッズを5000円分購入者にプレゼントすると発表、そしてPOPUP STORE、パネル展がHMV限定店舗にて12月26日から翌1月8日まで開催される事が決定、さらにHMV&BOOKS SHIBUYA限定で衣装展示も行われる、尚同一期間内にて店内コメントも放送されるそして12月12日から12月18日までの間ローソンでも店内コメント放送が実施、そして毎月15日発行の『月刊HMV&BOOKS』にニューアルバムYELLOW NOTEの情報が掲載される。

## 人物
- 実弟は歌手で俳優の赤西伶王（旧芸名：颯太、礼保、赤西礼保）[41][42]。
- 2012年2月2日に黒木メイサとの婚姻届を提出したことを、同月9日にジャニーズ事務所が発表した[43]。事務所発表の当日朝、一部スポーツ紙による結婚報道があったことを受けての発表となった[44]。
- 2012年9月23日に、赤西立ち会いのもと第1子である女児誕生。当日夜、夫婦連名のファクスで第1子誕生を報告した[45]。
- 2016年11月26日、黒木が第2子妊娠を報告[46]。2017年6月7日、黒木の第2子男児の出産を発表[47]。
- 2023年12月25日、自身のInstagramにて黒木と離婚したことを発表[48]。

## 作品

### シングル
赤西仁名義
|                                | 発売日                         | タイトル                       | 順位                           | 収録アルバム                   |
| ワーナーミュージック・ジャパン | ワーナーミュージック・ジャパン | ワーナーミュージック・ジャパン | ワーナーミュージック・ジャパン | ワーナーミュージック・ジャパン |
| ------------------------------ | ------------------------------ | ------------------------------ | ------------------------------ | ------------------------------ |
| 1st                            | 2011年3月2日                   | Eternal                        | 1位                            | #JUSTJIN                       |
| 2nd                            | 2011年12月28日                 | Seasons                        | 1位                            | #JUSTJIN                       |
| 3rd                            | 2013年8月7日                   | HEY WHAT'S UP?                 | 2位                            | #JUSTJIN                       |
| 4th                            | 2013年10月2日                  | アイナルホウエ                 | 3位                            | #JUSTJIN                       |
| Go Good Records                |                                |                                |                                |                                |
| 5th                            | 2014年8月6日                   | Good Time                      | 2位                            | Me                             |
| -                              | 2019年4月6日 - 5月30日         | But I Miss You                 | -                              | OUR BEST                       |

JIN AKANISHI名義 （米国シングル）
|     | 発売日        | タイトル                          | 規格         | 備考                                                     | 収録アルバム |
| --- | ------------- | --------------------------------- | ------------ | -------------------------------------------------------- | ------------ |
| 1st | 2011年11月8日 | TEST DRIVE featuring JASON DERULO | ダウンロード | 日本ではミニ・アルバムとしてCDが発売された。             | JAPONICANA   |
| 2nd | 2012年1月24日 | Sun Burns Down                    | ダウンロード | 米国iTunesではリミックスを含めた４曲入りのEPとして配信。 | JAPONICANA   |

米国内では配信限定でのリリースのみで、CD発売はなかった（これら楽曲は赤西が2014年にジャニーズ事務所を退社、よってワーナーミュージックとの日本国内での契約が切れた為、現在は日本では入手不可である）。これはアメリカでは配信チャートの影響力が有力視されるためである。

### スタジオ・アルバム
赤西仁名義
|                                | 発売日                         | タイトル                       | 順位                           | 備考                                          |
| ワーナーミュージック・ジャパン | ワーナーミュージック・ジャパン | ワーナーミュージック・ジャパン | ワーナーミュージック・ジャパン | ワーナーミュージック・ジャパン                |
| ------------------------------ | ------------------------------ | ------------------------------ | ------------------------------ | --------------------------------------------- |
| 1st                            | 2013年11月6日                  | #JUSTJIN                       | 3位                            | ジャニーズ事務所時代、 唯一のアルバムである。 |
| Go Good Records                |                                |                                |                                |                                               |
| 2nd                            | 2015年6月24日                  | Me                             | 3位                            |                                               |
| 3rd                            | 2016年6月22日                  | Audio Fashion                  | 2位                            |                                               |
| Go Good Records / EMI Records  |                                |                                |                                |                                               |
| 4th                            | 2017年12月12日,15日(台湾)      | Blessèd                        | 4位                            |                                               |
| Go Good Records                |                                |                                |                                |                                               |
| 5th                            | 2019年5月15日                  | THANK YOU                      | 2位                            |                                               |
| 6th                            | 2023年12月27日                 | YELLOW NOTE                    | 1位                            |                                               |

JIN AKANISHI名義
- 「JAPONICANA」（2012年3月7日）

### リアレンジ・アルバム
|     | 発売日       | タイトル   | 順位 | 備考 |
| --- | ------------ | ---------- | ---- | --- |
| 1st | 2018年8月1日 | À la carte | 3位  | 既発表曲のリアレンジバージョン13曲などを収録。 プレミアムボックスセットには 「JIN AKANISHI LIVE TOUR 2018 “Blessèd”in MAKUHARI」 のライブ映像を収録。 |

### ミニ・アルバム
|                                                    | 発売日                                             | タイトル                                           | 順位                                               | 備考                                               |                                                    |
| JIN AKANISHI名義（ワーナーミュージック・ジャパン） | JIN AKANISHI名義（ワーナーミュージック・ジャパン） | JIN AKANISHI名義（ワーナーミュージック・ジャパン） | JIN AKANISHI名義（ワーナーミュージック・ジャパン） | JIN AKANISHI名義（ワーナーミュージック・ジャパン） | JIN AKANISHI名義（ワーナーミュージック・ジャパン） |
| -------------------------------------------------- | -------------------------------------------------- | -------------------------------------------------- | -------------------------------------------------- | -------------------------------------------------- | -------------------------------------------------- |
| 1st                                                | 2011年12月7日                                      | TEST DRIVE featuring JASON DERULO                  | 1位                                                | 全米デビューシングルの日本盤。                     |                                                    |
| 赤西仁名義（Go Good Records）                      |                                                    |                                                    |                                                    |                                                    |                                                    |
| 1st                                                | 2014年11月12日                                     | Mi Amor                                            | 3位                                                |                                                    |                                                    |

### ベスト・アルバム
|     | 発売日        | タイトル | 順位 | 備考                               |
| --- | ------------- | -------- | ---- | ---------------------------------- |
| 1st | 2020年4月22日 | OUR BEST | 1位  | キャリア初となるベスト・アルバム。 |

### 映像作品
ライブ映像
|                                | 発売日                         | タイトル                                                                | 形態                           | 順位                           | 備考                                                                     |
| ワーナーミュージック・ジャパン | ワーナーミュージック・ジャパン | ワーナーミュージック・ジャパン                                          | ワーナーミュージック・ジャパン | ワーナーミュージック・ジャパン | ワーナーミュージック・ジャパン                                           |
| ------------------------------ | ------------------------------ | ----------------------------------------------------------------------- | ------------------------------ | ------------------------------ | ------------------------------------------------------------------------ |
| 1                              | 2011年5月4日                   | Yellow Gold Tour 3011                                                   | DVD （初回限定盤A）            | 1位                            | ライブ映像                                                               |
| 1                              | 2011年5月4日                   | Yellow Gold Tour 3011                                                   | DVD （初回限定盤B）            | 1位                            | ライブ映像                                                               |
| 1                              | 2011年5月4日                   | Yellow Gold Tour 3011                                                   | DVD （通常盤）                 | 1位                            | ライブ映像                                                               |
| 2                              | 2013年9月25日                  | JIN AKANISHI JAPONICANA TOUR 2012 IN USA 〜全米ツアー・ドキュメンタリー | DVD                            | 8位                            | 米ツアーのドキュメンタリーを中心に、ライブ映像などを収録。               |
| 2                              | 2013年9月25日                  | JIN AKANISHI JAPONICANA TOUR 2012 IN USA 〜全米ツアー・ドキュメンタリー | DVD （初回限定仕様）           | 8位                            | 米ツアーのドキュメンタリーを中心に、ライブ映像などを収録。               |
| 2                              | 2013年9月25日                  | JIN AKANISHI JAPONICANA TOUR 2012 IN USA 〜全米ツアー・ドキュメンタリー | Blu-ray                        | 12位                           | 米ツアーのドキュメンタリーを中心に、ライブ映像などを収録。               |
| 2                              | 2013年9月25日                  | JIN AKANISHI JAPONICANA TOUR 2012 IN USA 〜全米ツアー・ドキュメンタリー | Blu-ray （初回限定仕様）       | 12位                           | 米ツアーのドキュメンタリーを中心に、ライブ映像などを収録。               |
| 3                              | 2014年4月2日                   | JIN AKANISHI'S CLUB CIRCUIT TOUR                                        | DVD                            | 4位                            | ジャニーズ事務所時代最後のライブツアー映像。事務所退社後の発売となった。 |
| 3                              | 2014年4月2日                   | JIN AKANISHI'S CLUB CIRCUIT TOUR                                        | DVD （初回限定盤）             | 4位                            | ジャニーズ事務所時代最後のライブツアー映像。事務所退社後の発売となった。 |
| 3                              | 2014年4月2日                   | JIN AKANISHI'S CLUB CIRCUIT TOUR                                        | Blu-ray                        | 7位                            | ジャニーズ事務所時代最後のライブツアー映像。事務所退社後の発売となった。 |
| 3                              | 2014年4月2日                   | JIN AKANISHI'S CLUB CIRCUIT TOUR                                        | Blu-ray （初回限定盤）         | 7位                            | ジャニーズ事務所時代最後のライブツアー映像。事務所退社後の発売となった。 |
| Go Good Records                |                                |                                                                         |                                |                                |                                                                          |
| 4                              | 2015年8月12日                  | JIN AKANISHI "JINDEPENDENCE" TOUR 2014                                  | DVD                            | 2位                            | ライブ映像                                                               |
| 4                              | 2015年8月12日                  | JIN AKANISHI "JINDEPENDENCE" TOUR 2014                                  | Blu-ray                        | 3位                            | ライブ映像                                                               |
| 5                              | 2015年11月18日                 | JIN AKANISHI LIVE TOUR 2015 〜Me〜                                      | DVD                            | 6位                            | ライブ映像                                                               |
| 5                              | 2015年11月18日                 | JIN AKANISHI LIVE TOUR 2015 〜Me〜                                      | Blu-ray                        | 12位                           | ライブ映像                                                               |
| 6                              | 2017年3月15日                  | JIN AKANISHI LIVE TOUR 2016 〜Audio Fashion Special〜 in MAKUHARI       | DVD （WIZY限定盤）             | 2位                            | ライブ映像                                                               |
| 6                              | 2017年3月15日                  | JIN AKANISHI LIVE TOUR 2016 〜Audio Fashion Special〜 in MAKUHARI       | DVD （通常盤）                 | 2位                            | ライブ映像                                                               |
| 6                              | 2017年3月15日                  | JIN AKANISHI LIVE TOUR 2016 〜Audio Fashion Special〜 in MAKUHARI       | Blu-ray （WIZY限定盤）         | 3位                            | ライブ映像                                                               |
| 6                              | 2017年3月15日                  | JIN AKANISHI LIVE TOUR 2016 〜Audio Fashion Special〜 in MAKUHARI       | Blu-ray （通常盤）             | 3位                            | ライブ映像                                                               |
| 7                              | 2017年9月6日                   | JIN AKANISHI LIVE 2017 in YOYOGI 〜Résumé〜                             | DVD                            | 4位                            | ライブ映像                                                               |
| 7                              | 2017年9月6日                   | JIN AKANISHI LIVE 2017 in YOYOGI 〜Résumé〜                             | Blu-ray                        | 5位                            | ライブ映像                                                               |
| 8                              | 2019年3月13日                  | JIN AKANISHI "JINDEPENDENCE" TOUR 2018                                  | DVD                            | 5位                            | ライブ映像                                                               |
| 8                              | 2019年3月13日                  | JIN AKANISHI "JINDEPENDENCE" TOUR 2018                                  | Blu-ray                        | 5位                            | ライブ映像                                                               |
| 9                              | 2024年7月31日                  | JIN AKANISHI "10th Anniversary Live 2023"                               | Blu-ray (特別仕様限定盤)       | 1位                            | ライブ映像                                                               |
| 9                              | 2024年7月31日                  | JIN AKANISHI "10th Anniversary Live 2023"                               | DVD (特別仕様限定盤)           | 1位                            | ライブ映像                                                               |
| 9                              | 2024年7月31日                  | JIN AKANISHI "10th Anniversary Live 2023"                               | Blu-ray (初回限定盤)           | 1位                            | ライブ映像                                                               |
| 9                              | 2024年7月31日                  | JIN AKANISHI "10th Anniversary Live 2023"                               | DVD (初回限定盤)               | 1位                            | ライブ映像                                                               |
| 9                              | 2024年7月31日                  | JIN AKANISHI "10th Anniversary Live 2023"                               | Blu-ray (通常盤)               | 1位                            | ライブ映像                                                               |
| 9                              | 2024年7月31日                  | JIN AKANISHI "10th Anniversary Live 2023"                               | DVD (通常盤)                   | 1位                            | ライブ映像                                                               |
| 10                             | 2025年7月2日                   | JIN AKANISHI LIVE 2024 "WEEKEND"                                        | Blu-ray (特別仕様限定盤)       | 3位                            | ライブ映像                                                               |
| 10                             | 2025年7月2日                   | JIN AKANISHI LIVE 2024 "WEEKEND"                                        | DVD (特別仕様限定盤)           | 3位                            | ライブ映像                                                               |
| 10                             | 2025年7月2日                   | JIN AKANISHI LIVE 2024 "WEEKEND"                                        | Blu-ray (初回限定盤)           | 3位                            | ライブ映像                                                               |
| 10                             | 2025年7月2日                   | JIN AKANISHI LIVE 2024 "WEEKEND"                                        | DVD (初回限定盤)               | 3位                            | ライブ映像                                                               |
| 10                             | 2025年7月2日                   | JIN AKANISHI LIVE 2024 "WEEKEND"                                        | Blu-ray (通常盤)               | 3位                            | ライブ映像                                                               |
| 10                             | 2025年7月2日                   | JIN AKANISHI LIVE 2024 "WEEKEND"                                        | DVD (通常盤)                   | 3位                            | ライブ映像                                                               |

その他
| 発売日         | タイトル                                              | 発売元          | 形態          | 備考 |
| -------------- | ----------------------------------------------------- | --------------- | ------------- | --- |
| 2019年8月22日  | JIN AKANISHI 5th ANNIVERSARY BEST LIVE DVD BOOK       | 宝島社          | DVDブック     | 過去のライブ映像（全32曲）と初公開のインタビュー映像を収録したDVD、フォトブックレットなどが付属した自身初のDVDブック。                                                            |
| 2019年12月25日 | JIN AKANISHI The 5th Year Anniversary UIJ documentary | Go Good Records | DVD 5枚組     | 『JIN AKANISHI 5th Anniversary OUR Years Film』のフルをVol.1〜Vol.5に分けて収録。オリジナルワード入りフォトブック仕様、シリアルナンバー入り。初回受注生産、ファンクラブ限定発売。 |
| 2019年12月25日 | JIN AKANISHI The 5th Year Anniversary UIJ documentary | Go Good Records | Blu-ray 5枚組 | 『JIN AKANISHI 5th Anniversary OUR Years Film』のフルをVol.1〜Vol.5に分けて収録。オリジナルワード入りフォトブック仕様、シリアルナンバー入り。初回受注生産、ファンクラブ限定発売。 |

### 参加作品
- LANDS「BANDAGE」（2009年11月25日）
- LANDS「Olympos」（2010年1月13日）
- JINTAKA「Choo Choo SHITAIN」（2016年9月21日）[28]

### その他の楽曲
- BUTTERFLY（赤西仁&上田竜也）- KAT-TUN 1stアルバム『Best of KAT-TUN』に収録。
- care - KAT-TUN 4thアルバム『Break the Records -by you & for you-』に収録。
- LOVEJUICE - KAT-TUN 7thシングル「DON'T U EVER STOP」初回限定盤2に収録。
- Helpless Night - Crystal Kay『BEST of CRYSTAL KAY』初回生産限定盤Disc3に収録。「Crystal Kay feat. Jin Akanishi」名義。
- A Page - KAT-TUN 11thシングル「Love yourself 〜君が嫌いな君が好き〜」初回限定盤2に収録。
- Summer Kinda Love (tropical remix) - 「赤西仁 × RedBull Studio Tokyoキャンペーン)」 レア音源 先着100名限定ダウンロードプレゼント 第1弾。
- Heart Beat (Remix) - 「赤西仁 × RedBull Studio Tokyoキャンペーン」 レア音源 先着100名限定ダウンロードプレゼント 第2弾。
- DJ Digest (DJ Inter～Go Higher) from LIVE TOUR 2016 in MAKUHARI - 「赤西仁 × RedBull Studio Tokyoキャンペーン」 レア音源 先着100名限定ダウンロードプレゼント 第3弾。
- WONDER - 「Jin Akanishi feat. Crystal Kay」名義。赤西がソロでレコーディングし直した「Wonder」はベストアルバム『OUR BEST』DISC1に収録。
- Hey Girl - N/A 1stアルバム『NO GOOD』通常盤に収録。

### 未CD化楽曲
（日本音楽著作権協会 作品データベース検索サービスに記載されている楽曲を記載）
| ＃ | タイトル                  | 作詞                                | 作曲                                    | 編曲 | 備考                                                                                 |
| -- | ------------------------- | ----------------------------------- | --------------------------------------- | ---- | ------------------------------------------------------------------------------------ |
| 1  | ADJUST THE LOVE           | JIN AKANISHI/JOSH                   | JIN AKANISHI                            | -    | 日生劇場『You&Jin』                                                                  |
| 2  | KEEP IT UP                | JIN AKANISHI/JOSH                   | EKLUND DANIEL/REIN PAUL/SELA WINSTON    | -    | 日生劇場『You&Jin』                                                                  |
| 3  | I.N.P                     | JIN AKANISHI/JOSH                   | JIN AKANISHI/CARBONE JOEY/MAZZA ANTHONY | -    | 日生劇場『You&Jin』 Yello Gold Tour 3011 DVDに収録。                                 |
| 4  | PINKY                     | 白井裕紀/新美香/赤西仁              | 亜美/宮﨑 歩                            | -    | Live of KAT-TUN ‘‘Real Face’’ DVDに収録。                                            |
| 5  | RESET                     | JIN AKANISHI/JOSH                   | JIN AKANISHI                            | -    | 日生劇場『You&Jin』                                                                  |
| 6  | Johnny                    | -                                   | -                                       | -    | 故ジャニー喜多川氏への追悼歌。 OUR BEST -MY BEST-にAloneとして収録（歌詞の変更あり） |
| 7  | ha-ha                     | 赤西仁/Jimmy Mackey                 | BLGEU                                   | -    |                                                                                      |
| 8  | Hesitate                  | 赤西仁・SPIN                        | モリモトコウスケ                        | -    |                                                                                      |
| 9  | MOON RIVER                | Henry Nicola Mancini, John H Mercer | Henry Nicola Mancini, John H Mercer     | -    | KAT-TUN Live海賊帆 DVDに収録。                                                       |
| 10 | Christmas Morning         | Josh , Jin Akanishi                 | Jin Akanishi                            | -    | 日生劇場『You&Jin』                                                                  |
| 11 | Christmas Morning (Remix) | Josh , Jin Akanishi                 | Jin Akanishi                            | -    | Yello Gold Tour 3011 DVDに収録。                                                     |

## 出演
KAT-TUN時代にグループで出演した作品はKAT-TUN#出演を参照。

### テレビドラマ
- 熱血恋愛道（日本テレビ）
  - case.2（1999年1月17日）- 鈴木延彦 役
  - case.15（1999年4月18日）- マサル 役
- っポイ! 第2話（1999年5月16日、日本テレビ）- 村田 役
- ベストフレンド（1999年10月 - 12月、テレビ朝日）- 渋谷涼太 役
- 晴れ着、ここ一番（2000年3月 - 6月、NHK）- 藍原大和 役
- 太陽は沈まない 第6話（2000年5月18日、フジテレビ） - 少年 役
- お前の諭吉が泣いている（2001年1月 - 3月、テレビ朝日）- 井上直人 役
- 史上最悪のデート 11th DATE（2001年2月18日、日本テレビ）- 主演・万次郎 役
- Xmasなんて大嫌い（2004年12月13日 - 16日、日本テレビ）- 北川翔 役
- ごくせん 第2シリーズ（2005年1月 - 3月、日本テレビ）- 矢吹隼人 役
- anego[アネゴ]（2005年4月 - 6月、日本テレビ）- 黒沢明彦 役
  - anego〜アネゴspecial〜（2005年12月28日）
- 有閑倶楽部（2007年10月 - 12月、日本テレビ）- 主演・松竹梅魅録 役

### 配信ドラマ
- 凌云志（2023年4月14日 - 、中国Youku） -主演・ 楊岩 （顕聖二郎真君）役
- 匿名の恋人たち（2025年10月16日配信予定、Netflix） - 寛 役[50][51]

### 映画
- BANDAGE バンデイジ（2010年1月16日）- 主演・高杉ナツ 役
- 47RONIN（2013年12月25日全米公開）- 大石主税 役[11]

### 吹き替え
- スピード・レーサー（2008年7月5日）- 主演 スピード・レーサー役[7]

### 舞台
- MILLENNIUM SHOCK（2000年11月、帝国劇場）
- ANOTHER（2002年8月）- ゲスト出演[要出典]

### テレビバラエティ
- まつもtoなかい（2023年12月17日、フジテレビ）
- トークィーンズ（2024年10月10日[52]、フジテレビ）

### 配信番組
- NO GOOD TV（2020年4月 - 、YouTube）- 錦戸亮と共同チャンネル[53]
- JIN ＆ JULES Powered by NO GOOD TV（2021年、Hulu）[36]

### ラジオ番組
- KAT-TUN スタイル（2007年10月1日 - 2008年3月28日、ニッポン放送）
- 第33回ラジオ・チャリティー・ミュージックソン（2007年12月24日 - 25日、ニッポン放送）
- LANDSのオールナイトニッポン〜映画「BANDAGE」スペシャル〜（2010年1月15日、ニッポン放送）

### CM
- エフティ資生堂 シーブリーズ（2001年）
- ロッテ 爽（2001年）
- 任天堂 ダンスダンスレボリューション with マリオ（2005年7月）
- 大塚製薬 オロナミンC「もしも私が校長先生なら」篇（2005年7月）
- ロッテ　プラスX（2003年 - 2009年）
- ロート製薬
  - ウォーターリップ セセラ（2006年）
  - OXY（2006年 - 2009年）
- NTTドコモ
  - FOMA 902iシリーズ「ラーメン」篇（2005年）
  - FOMA 902iシリーズ「おサイフケータイ」篇（2006年）
  - new 9シリーズ「動き出すレジ」篇（2006年）
  - FOMA 903iシリーズ「MUSIC」篇（2006年）
  - 企業広告「優しい未来」編（2008年）
- エムティーアイ デコとも★DX
  - なんでデラックス?（べにほっぺ）篇（2009年）
  - なんでデラックス?（紋付はかま）篇（2010年）
- 日本マクドナルド サムライマック「好きな方へ、一歩」篇（2024年）[54]

### ブランドプロデュース
- ヘアケアブランド「TEABOTTLE（ティーボトル）」（アールスタイルとの共同開発）[55]

### ブランドアンバサダー
- American Eagle Japan （2021年）- アンバサダー就任[56]
- M∙A∙C メイクアップ アート コスメティックス（2021年）- 「STUDIO FIX #MAC X JIN」コラボレーション[57]
- ニコチンフリーヒートスティックブランド NFREE(2022年) - アンバサダー就任

### コンサート
- LANDS LAST LIVE （2010年1月19日、SHIBUYA-AX）
- 赤西仁 Solo Live 友&仁(You&Jin)（2010年2月7日 ‐ 28日、日生劇場）[8]
- 赤西仁 友&仁(YOU&JIN) U.S.A.（2010年6月19日 ‐ 20日、Club Nokia LA Live）
- Yellow Gold Tour 3010（2010年11月7日 ‐ 21日、Chicago Rosemont Theatre、San Francisco The Warfield、Houston House of Blues、Los Angeles Club Nokia、New York Best Buy Theater）
- Yellow Gold Tour 3011 赤西仁 全米ツアー 凱旋ライブ 3011（2011年1月14日 ‐ 2月17日、さいたまスーパーアリーナ、大阪城ホール、日本武道館、神戸・ワールド記念ホール）
- Japonicana Tour（2012年3月9日 ‐ 17日）
- Jin Akanishi's Club Circuit 2013（2013年11月12日 ‐ 12月19日、STUDIO COAST、Zepp Fukuoka、Zepp Sapporo、Zepp Nagoya、Zepp Namba）
- JIN AKANISHI “JINDEPENDENCE” TOUR 2014（2014年11月11日 - 12月2日）[49][58]
- JIN AKANISHI LIVE TOUR 2015 〜Me〜（2015年7月3日 - 9月25日）[59][60]
- JIN AKANISHI LIVE TOUR 2016 〜Audio Fashion〜（2016年7月9日 - 11月9日）[61][62][63]
- JIN AKANISHI LIVE 2017 in YOYOGI ～Résumé～ （2017年5月5日 - 6日、国立代々木競技場第一体育館）[64]
- JIN AKANISHI LIVE TOUR 2018 ～Blessèd～（2018年2月8日 - 3月30日）[65]
- JIN AKANISHI “JINDEPENDENCE” TOUR 2018（2018年4月30日 - 5月24日）[66][67]
- JIN AKANISHI “THANK YOU” TOUR 2019（2019年4月6日 - 5月30日）
- Jin Akanishi Online Live 2021 "Our Hour"（2021年12月25日）[68]
- JIN AKANISHI Christmas Live 2022（2022年12月23日、東京ガーデンシアター）
- JIN AKANISHI 10th Anniversary Live 2023 (2023年7月1日、2日　代々木国立第一体育館)
- JIN AKANISHI "JINDEPENDENCEDAY" 2023 (2023年7月4日、Zeep Divercity)
- JIN AKANISHI FAN CLUB TOUR 2023 "YELLOW NOTE" (2023年8月31日 - 9月20日)
- JIN AKANISHI "JINDEPENDENCEDAY" 2024（2024年7月4日、Zepp Divercity）
- JIN AKANISHI  WEEKEND LIVE 2024（2024年10月4日、5日、6日　東京ガーデンシアター）

### イベント
- 赤西仁 全米ツアーファンクラブ壮行会! We'll be together with you!（2010年10月3日 ‐ 4日、Zepp Tokyo）
- Test Drive J to Us（2012年1月7日、横浜アリーナ）
- 赤西仁 スペシャル・イベント（2013年8月22日 ‐ 23日、なんばhatch、STUDIO COAST）
- 赤西仁 アルバム『Me』リリース記念スペシャル・イベント（2015年7月4日）
- 赤西仁 アルバム『Audio Fashion』リリース記念スペシャル・イベント（2016年7月4日、豊洲PIT）
- JINTAKA Debut Single 『Choo Choo SHITAIN』リリース記念スペシャル・イベント（2016年10月3日、豊洲PIT）
- 赤西仁 アルバム『Blessèd』リリース記念 プレミアムイベント（2018年1月26日、豊洲PIT）[69]
- 赤西仁 リアレンジアルバム 『À la carte』リリース記念 Premiumイベント（2018年10月11日、豊洲PIT）

## 受賞
- 第2回 愛奇芸尖叫之夜（2015年）[27]
  - アジア人気アーティスト賞
  - 年度音楽大賞
- 第20回China Music Award（2016年）[70]
  - Asian Most Popular Japanese Artist
- WEIBO Account Festival in Japan 2018（2018年）[71]
  - 最も影響力あるアーティスト賞